# 矢内環
矢内環（やない たまき、1980年4月5日 - ）は、埼玉県草加市出身の元アナウンサーである。過去に地方民放3社のアナウンサーを経験。

## プロフィール
- 血液型　B型
- 出身地　埼玉県草加市
- 出身校　白百合女子大学
- 東京アナウンスセミナーを修了

- 名前「環」の由来は、生まれた産婦人科病院から環状八号線が見えたことから名づけられた。実際に生まれた場所は東京都内である。
- 親戚に福島県出身者が多く、福島訛りが抜けないとのこと。

## 略歴
- 岩手朝日テレビ - 2003年4月～2004年3月31日
- 石川テレビ放送 - 2004年4月～2007年6月

石川テレビ在籍時、2005年8月27日公開の映画『容疑者 室井慎次』と、2006年8月26日公開の映画『UDON』に出演している（両作品とも「Cafe du Cinema」で着ているメイド服姿で出演している）。
- テレビ長崎 - 2007年10月～2008年6月

2008年6月にテレビ長崎を退職後はアナウンサー業務を休養し、結婚、育児に専念している

## 出演番組

### 岩手朝日テレビ時代の担当番組
- yui

### 石川テレビ時代の担当番組
- Cafe du Cinema
- 千客万来!ほのぼのマンデー

### テレビ長崎時代の担当番組
- できたてGopan （テレビ長崎、2007年10月1日 - 2008年6月27日）